# Boogie-woogie
Boogie-woogie (bugi-vugi), glazbeni je žanr zasnovan na blues glazbi koji je postao vrlo popularan u tridesetim i čedrdesetim godinama 20. stoljeća, a s izvođenja na jednom glasoviru proširio se na sviranje uz 3 glasovira odjednom, gitaru, big band, country glazbu, pa čak i gospel. Dok blues tradicionalno oslikava sjetne motive, boogie-woogie se veže prvenstveno uz ples. Tekst jedne od prvih boogie-woogie pjesama, "Pinetop's Boogie Woogie" sastoji se isključivo od uputa plesačima:
Now, when I tell you to hold it, I don't want you to move a thing.
And when I tell you to get it, I want you to Boogie Woogie!
Boogie-woogie karakterizira ostinato bas dionica koja se lijevom rukom svira zajedno s bliskim varijacijama akorda, dok se desna ruka bavi trilerima i ukrašavanjem. On nije isključivo stil za solo glasovir, nego i pratnja uz pjevanje i pojedinačne solo dijelove i dopunjavanja. 
Boogie-woogie melodije većinom su skladane u formi 12-taktnog bluesa, a njemu se mogu prilagoditi i pjesme iz drugih stilova.
Tipična bas dionica u ovom stilu izgleda ovako: